# Zamość
Zamość (latinski: Zamoscia, ukrajinski: Замостя, ruski: Замость (Замостье), jidiš: זאמאשטש) je grad u jugoistočnoj poljskoj pokrajini Lublinsko vojvodstvo, oko 20 km od nacionalnog parka Roztocze. Stari dio grada Zamošća, zajedno s ostacima gradske utvrde, je 1992. godine upisan na UNESCO-ov popis mjesta svjetske baštine u Europi kao savršen primjer renesansnog "idealnog grada" s konca 16. stoljeća koji je zadržao svoj izvorni urbanistički plan i utvrde, kao i veliki broj građevina u kojima su se spojile arhitektonske tradicije središnje Europe i Italije.

## Povijest
Zamošć je osnovao kancelar i hetman (zapovjednik vojske Poljsko-Litvanskog saveza) Jan Zamoyski, 1580. godine, na trgovačkom putu koji je povezivao sjevernu Europu s crnomorskom obalom. Grad je oblikovan po uzoru na talijanske renesansne trgovačke gradove, a izgradio ga je većinom u baroknom stilu arhitekt Bernardo Morando iz Padove.
Grad je bio veliko središte hasidskog judaizma i 1900. godine bilo je 7034 Židova u gradu.
Tijekom Drugog svjetskog rata, i po pogromu Židova, 1942. godine, ovo plodno područje je odabrano za naseljivanje Nijemaca u duhu nacističkog etničkog čišćenja istočne Europe. Grad je čak i preimenovan u Himmlerstadt ("Himmlerov grad"), a kasnije u Pflugstadt ("Obradivi grad"), a nacisti su planirali naseliti 60.000 Nijemaca iz šire okolice do kraja 1943. godine. U tom cilju, do srpnja 1943. godine, protjerano je oko 110.000 ljudi iz 297 sela, većina ljudi je poslana za roblje u koncentracijske logore, a oko 30,000 "rasno čiste" djece je planirano za germanizaciju u njemačkim obiteljima. Lokalno stanovništvo je prebjeglo u šume i sustavno su otimali djecu od 8,000 naseljenih Nijemaca, do 1944. godine kad se poljski pokret otpora otvoreno sukobio s Njemačkom vojskom (Zamošćski ustanak).
Nakon rata Zamošć se polako oporavljao do 1970ih kada je započela populacijska eksplozija te je broj stanovnika od 39.100 (1975.) narastao na 68.800 (2003.), a grad je ponovno postao gospodarski važan zbog svoje tradicionalne trgovačke uloge na putu prema crnomorskim lukama u Ukrajini.

## Znamenitosti
Većina povijesnih zgrada se nalazi u Starom gradu (Stare Miasto) s pravilnim kvadratičnim Velikim trgom (Rynek Wielki), veličine 100 x 100 m, na kojemu se nalazi Gradska vijećnica i tzv. "Armenske kuće" (17. st.), kao i dijelovi fortifikacija. Kroz trg, od istoka, prolazi Ulica Grodzka koja završava s Palačom Zamoyski na zapadu. Plan grada svjedoči o težnjama arhitekta da stvori "idealni renesansni grad". Usprkos ruskom uništenju utvrdbenih zidina 1866. godine, sačuvan je bastion VII. s dva tornja i dvije stražarnice koje su kasnije služile kao zatvor.
Najznamenitije građevine su:
- Maniristička Gradska vijećnica, simbol grada koji se obnavljao mnogo puta, i koji ima stube iz 18. stoljeća i terasu prema velikom trgu.
- Palača amoyski s konca 16. stoljeća
- Sveučilište u Zamošću iz 17. stoljeća
- Renesansna Katedrala Uskrsnuća i sv. Tome iz 16. stoljeća ima kampanil koji je služio i kao stražarski toranj.
- Ostale znamenite crkve su: renesansna Crkva sv. Nikole i barokne crkve Sv. Katarine i Franjevačka crkva Navještenja.
- Renesansna Židovska sinagoga (16. st.)

- Armenske kuće na Velikom trgu (17. st.)
- Katedrala Uskrsnuća i sv. Tome
- Toranj katedrale
- Utvrda u Zamošću
- Sinagoga
- Palača Zamoyski
- Crkva sv. Katarine (17. st.)
- Franjevačka crkva
- Crkva sv. Nikole (17. st.)

## Slavni stanovnici
- Joseph Epstein
- Marek Grechuta
- Bronisław Huberman
- Irene Lieblich
- Rosa Luxemburg
- Isaac Leib Peretz
- Szymon Szymonowic
- Gryzelda Konstancja Zamoyska
- Jan "Sobiepan" Zamoyski

## Gradovi prijatelji
Zamość ima ugovore o partnerstvu sa sljedećim gradovima:
- Bardejov, Slovačka
- Loughborough, UK
- Schwäbisch Hall, Njemačka
- Sumi, Ukrajina
- Žovkva, Ukrajina

## Vanjske poveznice
- Znamenitosti Zamošća  Arhivirana inačica izvorne stranice od 19. lipnja 2011. (Wayback Machine) (engl.)
- Zespół Kolegiów Nauczycielskich w Zamościu
- Kamienice ormiańskie Камяниці Вірменські Հայկական տներ (polj.) (rus.)

### Ostali projekti
|  | Zajednički poslužitelj ima stranicu o temi Zamość |